# Roop Singh Stadium
Captain Roop Singh Stadium (stadion kapetana Roopa Singha) je kriketski stadion u gradu Gwalioru u indijskoj državi Madhya Pradesh.
Ime je dobio u čast indijskog hokejaša na travi Roopa Singha. Izvorno je bio stadionom za hokej na travi, a 1980-ih je prenamijenjen u kriketski stadion.
Nalazi se stadion u gradu Gwalioru, odakle je obitelj Roopa Singha.
Od velikih natjecanja se na ovom stadionu održao jedan susret svjetskog prvenstvo u kriketu 1996. godine, susret između Indije i Zapadne Indije (West Indies).
Bio je domaćinom 10 susreta po sustavu One Day International (ODI). Od 10 do danas odigranih susreta, prvi je bio između Indije i Zapadne Indije (Kariba) 22. siječnja 1988.
Stadion je opremljen reflektorima te je stoga bio mjestom odigravanja i cjelodnevnog kriketa (day/night cricket).

## Vanjske poveznice
- (engl.) Cricinfo Page
- (engl.) Cricketarchive profile[neaktivna poveznica]